# Pelomedusa's
Pelomedusa's of Afrikaanse modderschildpadden (Pelomedusidae) zijn een familie van schildpadden.

## Naam en indeling
De wetenschappelijke naam van de groep werd voor het eerst voorgesteld door Edward Drinker Cope in 1868. Pelomedusa's behoren tot de halswenders of Pleurodira. Net zoals alle halswenders kan de kop niet in het schild worden teruggetrokken en hebben alle soorten een relatief lange nek, hoewel er uitzonderingen zijn. Deze familie wordt samen met de scheenplaatschildpadden (Podocnemididae) tot de superfamilie Pelomedusoidea gerekend.
Het is met 27 soorten verdeeld over twee geslachten een middelgrote familie. Het geslacht Pelomedusa telde lange tijd slechts een enkele soort maar tegenwoordig worden tien soorten onderscheiden.

## Uiterlijke kenmerken
De meeste soorten bereiken een schildlengte van ongeveer twaalf centimeter. De grootste soort is de getande doosschildpad (Pelusios sinuatus) die een schildlengte tot 46,5 kan bereiken. Veel soorten hebben een koepelvormig tot plat schild. Aan de keel zijn twee of drie baarddraden aanwezig.
Soorten uit het geslacht Pelusios hebben een scharnierend buikpantser dat aan de voorzijde omhoog geklapt kan worden. Dit dient om bij gevaar de kop en voorpoten te beschermen, deze soorten worden ook wel 'klapborstschildpadden' genoemd. Bij de Afrikaanse moerasschildpadden uit het geslacht Pelomedusa ontbreekt een dergelijk scharnier.

## Levenswijze
Alle soorten leven in het water maar komen vaak aan land. Pelomedusa's leven van kleine waterdieren als weekdieren en wormen.

## Verspreiding en habitat
Vrijwel alle soorten komen voor in delen van Afrika, ten zuiden van de Sahara. Pelomedusa barbata komt endemisch voor in Jemen. De habitat bestaat uit tropische en subtropische bossen, verschillende typen draslanden, savannes, verschillende typen scrublands en graslanden.

## Beschermingsstatus
Door de internationale natuurbeschermingsorganisatie IUCN is aan acht soorten een beschermingsstatus toegewezen. Vier soorten worden beschouwd als 'veilig' (Least Concern of LC), vier soorten als 'onzeker' (Data Deficient of DD), een soort als 'kwetsbaar' (Vulnerable of VU) en een als 'gevoelig' (Near Threatened of NT). Van de soort Pelusios seychellensis wordt in verschillende bronnen vermeld dat deze is uitgestorven. De soort is echter gesynonimiseerd met Pelusios castaneus, waardoor de schildpad de facto nog bestaat.

## Geslachten
De familie omvat de volgende geslachten, met de auteur, het soortenaantal en het verspreidingsgebied.
| Naam                                       | Auteur       | Soorten | Verspreidingsgebied |
| ------------------------------------------ | ------------ | ------- | ------------------- |
| Afrikaanse moerasschildpadden (Pelomedusa) | Wagler, 1830 | 10      | Afrika, Jemen       |
| Afrikaanse doosschildpadden (Pelusios)     | Wagler, 1830 | 17      | Afrika              |